# محمد السعدى فرهود
محمد السعدي عوض محمد فرهود (1 يناير 1923 - 1 نوفمبر 2001) تولى رئاسة جامعة الأزهر في الفترة من 1983م - 1987م.أ.

## حياته ونشأته
ولد الدكتور محمد السعدي فرهود في أول يناير سنة 1923 في قرية الزرقا مركز فارسكور بمديرية الدقهلية (هى الآن مدينة الزرقا بمحافظة دمياط)، وتلقى تعليماً دينياً تقليدياً بدأ في الكتاب ثم في الأزهر. حصل على الشهادة الابتدائية الأزهرية من معهد دمياط (1939)، وعلى الشهادة الثانوية من معهد الزقازيق الأزهرى (1944)، وتخرج في كلية اللغة العربية (1948)، وكان أول دفعته، على حين كان الدكتور أحمد هيكل أول الدفعة المناظرة في كلية دار العلوم، والأستاذ احمد الخواجة أول دفعة كلية الحقوق، وهكذا كان من حقي أن أفخر بصداقتي لأوائل الكليات في 1948 أي فيما قبل 1952 حين كان الملك فاروق يستقبل هؤلاء الأوائل في قصره ويكرمهم بنفسه .  انصرف الدكتور محمد السعدي فرهود إلى العمل بالتدريس، وقد آثر العمل في وزارة المعارف على العمل في المعاهد الأزهرية، فقد كان وزارة الوفد قد توسعت في التعليم العام على يد الدكتور طه حسين، وعلى عادة ذلك الزمن فقد التحق بمعهد التربية العالى ودرس فيه سنتين وحصل في نهايتها على دبلوم معهد التربية العالى للمعلمين (1950) وهو الدبلوم الذى كان لابد لخريجى الجامعات والأزهر أن يتأهلوا به قبل عملهم بالتدريس، وعمل مدرسا بمدرسة سوهاج الثانوية (1950).انتقل بعدها إلى مدرسة مصطفى كامل الثانوية بالقاهرة (1951)، ثم مدرسة المعادي الثانوية النموذجية (1954)، ثم مدرسة المتفوقين الثانوية (1955)، ثم عمل عضوًا فنيًا بوزارة التربية والتعليم (1957). سافر بعدها إلى المغرب ليعمل مديرًا مساعدًا للمركز الثقافي العربي بالرباط (1960)، ثم عاد إلى القاهرة ليتولى إدارة الخطة بوزارة الخارجية (1964)، ثم أصبح مستشارًا بوزارة الإرشاد القومي (1965). انضم إلى أعضاء هيئة التدريس بجامعة الأزهر فتدرج في العمل الجامعي: مدرسًا للأدب العربي في كلية اللغة العربية بالقاهرة (1968)، وعميدًا لكلية اللغة العربية بالمنصورة (1977)، ثم وكيلاً للأزهر (1981)، ثم رئيسًا لجامعة الأزهر (1983).
كان له نشاط واسع في العمل العام عبر عضويته لعدد من الهيئات والمؤسسات العلمية والثقافية، منها: مجمع البحوث الإسلامية بالأزهر ومقرر لجنة التعريف بالإسلام - المجلس الأعلى للشؤون الإسلامية - المجلس القومي للتعليم - المجلس القومي للثقافة والآداب - مجلس أمناء اتحاد الإذاعة والتلفزيون - اتحاد كُتّاب مصر - رابطة الأدب الحديث - رئيس لجنة البرامج الدينية بالإذاعة والتلفزيون (القاهرة) - رئيس رابطة الجامعات الإسلامية - أمين اللجنة العليا لترقية الأساتذة بجامعة الأزهر (1997).

## الإنتاج الشعري
- له نشيد «دفتر التوفير» نشر في كتاب "أناشيد مدرسية للأطفال"، بالإضافة إلى ديوان شعر مخطوط، وله ملحمتان شعريتان في السيرة النبوية، وفي سيرة حياته.

## الأعمال الأخرى
له عدد من المؤلفات في الأدب العربي والنقد والبلاغة منها:
- ابن زيدون وشعره،
- الاتجاهات الفنية في شعر عبد الرحمن شكري،
- التيار الذاتي في شعر عبد الرحمن شكري،
- أدب اللغة في العصرين الأندلسي والحديث،
- أسرار البلاغة في التشبيه والتمثيل،
- عبد الله النديم حياته وآثاره،
- قضايا النقد الأدبي الحديث،
- الوصف في شعر المتنبي.
- الصديق: قاموس عربي - عربي،
- التفسير الموضوعى للقرآن الكريم مع الفهارس،
- فهارس التفسير الموضوعى للقرآن الكريم، عدد الاجزاء: 2، سنة النشر: 2001، الطبعة رقم: 1، الناشر: دار الكتاب اللبناني،
- الأسلوبيه والبيان العربي،
- مباحث في كتاب نقد النثر، دار الطباعة المحمدية بالازهر، ط 1، 116 صفحة، 1979م،

تضمن ديوانه المخطوط عددًا من القصائد التي ارتبطت بمناسبات دينية واجتماعية ووطنية، جاءت كلها في إطار العروض الخليلي، تعد قصيدته «وقائع وذكريات وأماني» مفتاحًا لعالمه الشعري، فقد عبرت عن معظم أغراض شعره، وجاءت على شكل مغاير لشعره حيث تشكلت في رباعيات بلغت 106 رباعية، وامتد زمن كتابتها عامًا كاملاً (بُعيد حرب أكتوبر 1973 حتى ذكرى المولد النبوي 1974).

## جوائز وتقدير
كرّمته بلاده بمنحه عددًا من الأوسمة والجوائز منها:
- وسام العلوم والفنون من الطبقة الأولى (1983)
- نوط الامتياز من الطبقة الأولى (1990)
- جائزة الدولة التقديرية في الآداب (1992)
- وسام العلوم والفنون من الطبقة الأولى للمرة الثانية (1995).

## عائلته
ابنته أحلام محمد السعدي فرهود، حاصلة على دكتوراه الفلسفة في العلوم السياسية، كلية الاقتصاد والعلوم السياسية، تخصص النظم السياسية.
أستاذ مساعد العلوم السياسية، كلية التجارة وإدارة الأعمال، جامعة حلوان، أستاذ محاضر بكليات التجارة وإدارة الأعمال والتربية والاداب جامعة حلوان والاقتصاد والعلوم السياسية جامعة القاهرة بمرحلتى البكالوريوس والدراسات العليا. قدمت العديد من الدراسات العلمية المنشورة في مجال دراسات النظم السياسية والرأى العام. عضو لجنة التحكيم للمجلة العلمية للبحوث والدراسات التجارية، كلية التجارة وإدارة الأعمال، جامعة حلوان. شاركت في مشروع دعم القدرات في مجال حقوق الإنسان التابع لبرنامج الامم المتحدة الانمائى ووزارة الخارجية المصرية بالقاء محاضرات عن مستقبل حقوق الإنسان في الوطن العربي.